# Ticho

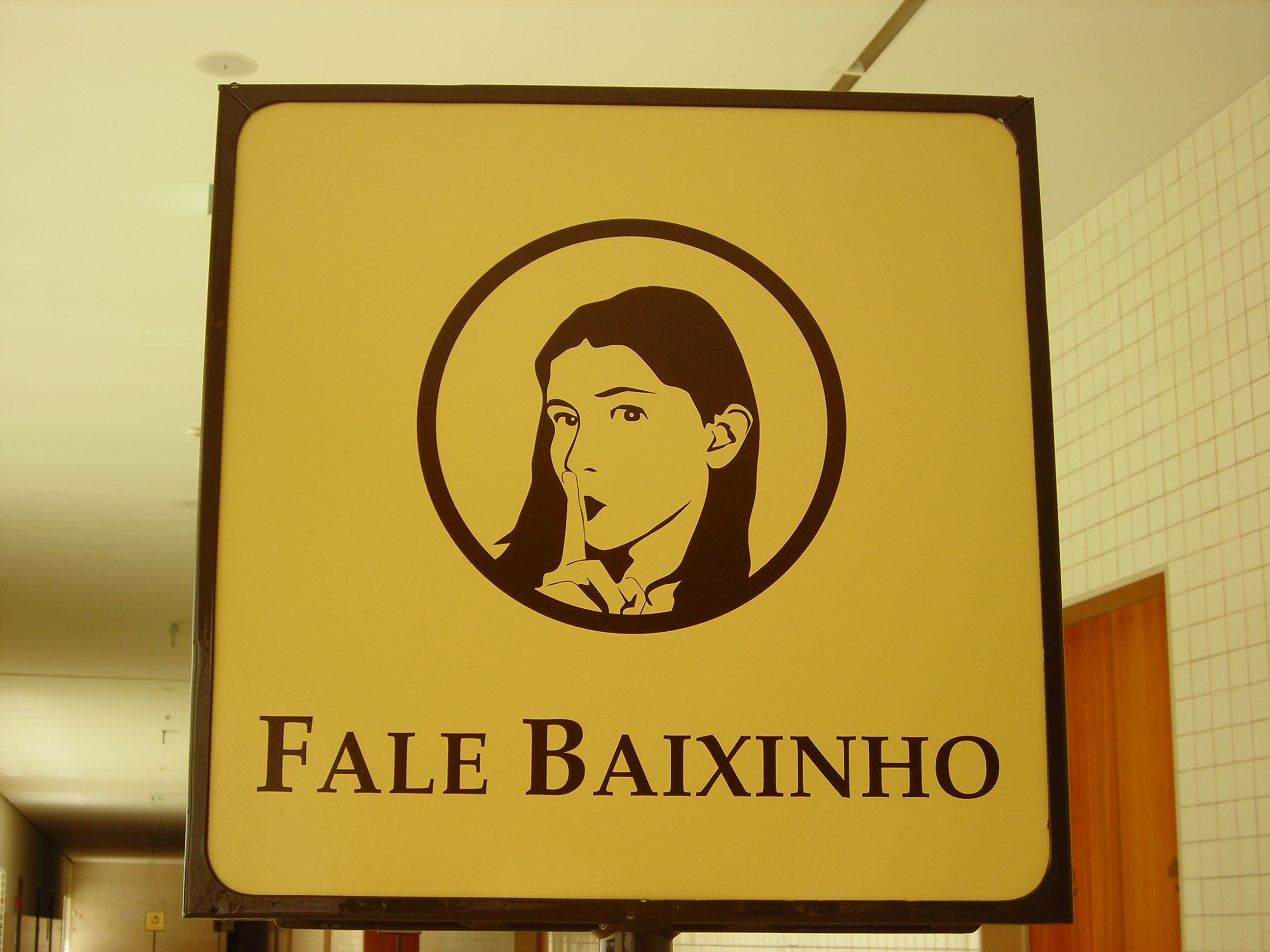
Ukazováček před ústy (nad nápisem v portugalštině), značící požadavek na ticho

Ticho je stav, kdy přítomný zvuk má jen nízkou intenzitu, má nerušivý charakter.
Z fyzikálního hlediska se za hluboké ticho považuje intenzita zvuku do 10 dB, za ticho ještě intenzita zvuku do 40 dB. Nad tyto hodnoty se již hovoří o hluku. Pojmy ticho a hluk se mohou v okrajových intenzitách překrývat.
Přeneseně je ticho vyžadováno ve společnosti jako mlčení a zdržení se vydávání ostatních zvuků.

## Vliv
Ticho, oproti nadměrnému hluku, má pozitivní vliv na organismus. Naopak pobyt ve zvukově vysoce izolovaných prostorách vyvolává závratě, nevolnost, případně i halucinace.